# محمد الدوسري (لاعب كرة قدم مواليد 2000)
محمد سعد الدوسري لاعب كرة قدم سعودي ، يلعب في خط الوسط في نادي الساحل.

## مسيرة اللاعب
لعب سابقاً في نادي الاتفاق ونادي الساحل ونادي الجبلين والنادي العربي ونادي النعيرية و عاد بعدها إلى نادي الساحل.